# Kepler-11c
Kepler-11c é um exoplaneta descoberto em órbita da estrela parecida com o Sol, Kepler-11 pela sonda Kepler, um telescópio da NASA com o objetivo de descobrir planetas semelhantes à Terra. É o segundo planeta a partir de sua estrela-mãe, e é muito provavelmente um planeta de água, com uma atmosfera fina de hidrogênio e hélio. Kepler-11c orbita Kepler-11 a cada 10 dias, e tem uma densidade calculada de duas vezes a da água pura. Estima-se que têm uma massa treze vezes maior do que a da Terra e um raio que é três vezes maior do que a da Terra. Kepler-11c e os seus cinco planetas irmãos formam o primeiro sistema descoberto com mais de três planetas em trânsito. O sistema Kepler-11 também detém o recorde de ser o mais compacto e mais plano já descoberto. Kepler-11c e os outros planetas de Kepler-11 foram anunciados ao público em 2 de fevereiro de 2011, e foi publicado na revista Nature, um dia depois.

## Nomenclatura e descoberta
O nome de Kepler-11c está dividido em duas partes: É nomeado para Kepler-11, a estrela em torno da qual orbita. Como os planetas descobertos que são anunciadas ao mesmo tempo são classificadas segundo a distância, "c" de Kepler-11c vem porque é o segundo planeta mais próximo de sua estrela hospedeira, no momento de sua descoberta (com Kepler-11b sendo o mais próximo). Kepler-11, a estrela hospedeira, foi nomeado para o satélite Kepler, um telescópio da NASA que procura planetas terrestres medindo pequenas variações na luz das estrelas, que ocorre quando os corpos celestes transitam, ou cruzem em frente da estrela em relação à Terra. Kepler-11 foi marcado como o lar de um evento em trânsito potencial pelo satélite, e foi recebeu a designação KOI-157. Depois de mais observações, a existência de Kepler-11c foi confirmada pela observação de um efeito de ressonância orbital entre Kepler-11b e Kepler-11c. Junto com os outros cinco planetas em órbita em torno de Kepler-11, Kepler-11c foi anunciado em 2 de fevereiro de 2011, numa conferência de imprensa. Seus resultados foram publicados em 3 de fevereiro na revista Nature. O sistema Kepler-11 é o primeiro conhecido a hospedar mais de três planetas em trânsito.
Observações de acompanhamento foram realizados pelos telescópios Hale e C. Donald Shane, na Califórnia; os MMT, WIYN e Tillinghast no Arizona; e o Keck I, no Havaí; o Hobby-Eberly e Smith no Texas; e o Telescópio Óptico Nórdico, nas Ilhas Canárias.

## Estrela hospedeira
Estrela hospedeira de Kepler-11c, Kepler-11, é uma estrela classe-G a 2.000 anos-luz de distância, na constelação de Cygnus. Com uma massa de 0.95 Msol, um raio de 1.1 Rsol, a metalicidade de [Fe/H] = 0, e uma temperatura efetiva de 5680 (± 100) K, Kepler-11 é quase idêntica ao Sol, em termos de raio, massa, teor em ferro e a temperatura. No entanto, Kepler-11 é muito mais velha do que o Sol, com uma idade estimada de 8 (± 2) bilhões de anos (o Sol tem 4.6 bilhões de anos). Junto com Kepler-11c, Kepler-11 é a hospedeira de planetas como Kepler-11b, Kepler-11d, Kepler-11e, Kepler-11f e Kepler-11g. As órbitas internas dos cinco planetas caberiam dentro da órbita do planeta Mercúrio, enquanto Kepler-11g orbita Kepler-11 a uma distância maior em comparação com os outros planetas.
Com uma magnitude aparente de 14.2, Kepler-11 não pode ser vista da Terra a olho nu.

## Características

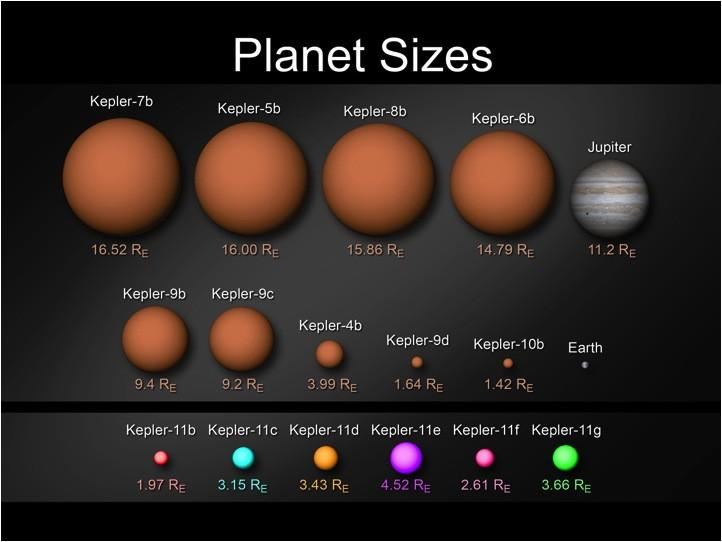
Uma comparação entre os planetas Kepler, em comparação com a Terra e Júpiter. Kepler-11c está em azul na parte inferior esquerda.

Kepler-11c tem uma massa de 13.5 M⊕ e um raio de 3.15 R⊕, tornando-se mais de 13.5 vezes a massa da Terra, mas cerca de 3.15 vezes o seu raio. O planeta Netuno, em comparação, tem um raio que é cerca de 3.9 vezes maior do que o raio da Terra. Com uma densidade de 2.3 g/cm3, Kepler-11c tem a massa mais do dobro do que a da água pura, a 0 °C; também é mais denso do que todos os gigantes gasosos do Sistema Solar, mas menos denso do que qualquer um de seus planetas rochosos. A sua densidade é mais próxima do anão-planeta Plutão. Devido em parte à sua proximidade com sua estrela, a temperatura de equilíbrio do planeta é 833 K, mais de três vezes mais quente do que a temperatura média da Terra. O planeta orbita a Kepler-11 a cada 13.02502 dias a uma distância de .106 AU, tornando-o o segundo planeta mais próximo da sua estrela no sistema. O planeta Mercúrio do Sistema Solar, em comparação, orbita a cada 87.97 dias, a uma distância de .387 AU. A inclinação da órbita de Kepler-11c é de 89°, e é, portanto, quase totalmente inclinado de lado visto da Terra.
A equipe Kepler disse que Kepler-11b e Kepler-11c são, provavelmente, compostos principalmente de água com uma fina atmosfera de hidrogênio e hélio. Em comparação com os planetas externos do sistema, o que provavelmente têm grandes atmosferas de hidrogênio e hélio, a proximidade de Kepler-11c da sua estrela-mãe está queimando a maior parte de sua atmosfera. Kepler-11 e seu sistema planetário de seis planeta que a NASA considera ser o sistema planetário mais compacto e mais plano já descoberto. Kepler-11b e Kepler-11c órbita Kepler-11, com um fenômeno chamado ressonância orbital, que puxa a gravidade que mantém sua órbita estável, em uma proporção de 5.4.